# Recollections
「Recollections」（リコレクション）は、佐々木李子の2ndシングル。2017年6月21日にVictor Entertainmentから発売された。

## 概要
佐々木李子名義でのリリースは今作が2作目となる。前作「カサブタ/想いのかけら/ドリームクライマー」より約1年ぶりのリリースで、前作に引き続き収録曲全てにタイアップがついたトリプルA面シングルである。
表題曲の「Recollections」はTBS系列ドラマ『怪獣倶楽部〜空想特撮青春記〜』のオープニングテーマであり、自身初のドラマ主題歌での起用となる。
ミディアムバラードの「百日の花 －ヒャクニチノハナ－」はテレビアニメ『クリオネの灯り』の挿入歌、2016年11月30日に配信限定シングルとして先行リリースされた「STARLY NIGHTS」はゲーム『STARLY GIRLS -Episode Starsia-』の主題歌にそれぞれ起用されている。
初回限定盤（VIZL-1187）と通常盤（VICL-37291）の2種類リリース。ジャケット写真は両盤で異なり、初回限定盤が白色の衣装、通常盤が黒色の衣装となっている。
また、初回限定盤のみ「Recollections」のミュージックビデオおよびメイキング映像を収録したDVDが付属されるが、収録曲のインストゥルメンタルは収録されない。

## 収録内容

### CD
| #  | タイトル                          | 作詞           | 作曲       | 編曲       | 時間  |
| -- | --------------------------------- | -------------- | ---------- | ---------- | ----- |
| 1. | 「Recollections」                 | テルジヨシザワ | 高橋浩一郎 | 高橋浩一郎 | 4：07 |
| 2. | 「百日の花 －ヒャクニチノハナ－」 | テルジヨシザワ | 佐々木久夫 | 佐々木久夫 | 4：16 |
| 3. | 「STARLY NIGHTS」                 | NuTz           | NuTz       | 大西省吾   | 3：39 |

| #  | タイトル                                       | 作詞 | 作曲・編曲 | 時間  |
| -- | ---------------------------------------------- | ---- | ---------- | ----- |
| 1. | 「Recollections」                              |      |            | 4：07 |
| 2. | 「百日の花 －ヒャクニチノハナ－」              |      |            | 4：16 |
| 3. | 「STARLY NIGHTS」                              |      |            | 3：42 |
| 4. | 「Recollections（Off Vocal）」                 |      |            | 4：07 |
| 5. | 「百日の花 －ヒャクニチノハナ－（Off Vocal）」 |      |            | 4：15 |
| 6. | 「STARLY NIGHTS（Off Vocal）」                 |      |            | 3：39 |

### DVD
| #  | タイトル                                  | 作詞 | 作曲・編曲 | 時間  |
| -- | ----------------------------------------- | ---- | ---------- | ----- |
| 1. | 「Recollections」(Music Video)            |      |            | 4：08 |
| 2. | 「Recollections」(Music Video メイキング) |      |            | 8：17 |